# أبهيجيت داس
أبهيجيت داس (بالإنجليزية: Abhijit Das)‏ هو لاعب كرة قدم هندي في مركز حراسة المرمى، ولد في 10 يوليو 1987 في كلكتا في الهند. لعب مع نادي سالغاوكار.

## وصلات خارجية
- أبهيجيت داس على موقع قاعدة بيانات كرة القدم.إي يو (الإنجليزية)
- أبهيجيت داس على موقع Soccerway.com (الإنجليزية)